# Орназо
Орна́зо (ісп. Hornazo; ісп. вимова: [oɾˈnaθo]) — серія харчових продуктів з багатьох областей Іспанії. Загалом у них спільне, що їх роблять у духовці (звідси і назва) із змащеним хлібним тістом. Ще однією загальною характеристикою є те, що їх зазвичай їдять або безпосередньо перед Великим постом — періодом, коли не дозволялося їсти м’ясо чи яйця, або відразу після, наприкінці Великодня.
Часто це різновид пирога, наповненого м’ясними продуктами, головним чином: корейкою, шинкою, чорізо тощо. які готують разом з тістом у духовці. У певних місцях орнасо солодкий або, принаймні, його посипають цукром зверху.
Серед найвідоміших орнасів – ті, які готують у дні після Великодня, до складу яких входять зварені круто яйця. Іноді це лише тісто з яйцем, а іноді яйце додається до вмісту емпанади. Це тому, що раніше яйця вважалися м’ясом, тому їх не можна було їсти під час посту, хоча кури, звичайно, продовжували нести яйця. Яйця зберігали варити і їсти після Великодня. Звідси і рогати та багато інших звичаїв, приблизно в цю дату, які включають зварене круто яйце ( великодні або фарбовані яйця, коки та великодні монаси з валенсійської та каталонської громад... ). З тих самих причин яйця також їдять у карнавальний час (особливо у Великий четвер ), оскільки не було зручно тримати їх протягом усього Великого посту.

## Андалусія

### Альмерія
Орназо Віри, Антаса, Гарручі, Турре, Мохакара, Пульпі та Куевас-дель-Альманцора дуже схожий на той, що проводився в інших провінціях Східної Андалусії. Існує давня традиція споживати його на святкуванні Дня старенької жінки, саме посеред Великого посту, і він складається із свого роду подовженого солодкого хліба, з косою на верхівці, яка закриває зварене круто яйце.

### Кадіс

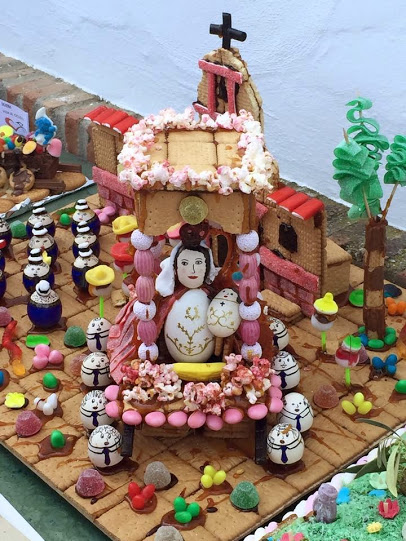

Хорназо - це домашня випічка, типова для Ольвери, хоча в наш час вона також є промисловою, складається з основи для торта, яка називається «Понеділковий торт Квазімодо», із звареним крутим яйцем і прикрашена різноманітними способами, всілякими дрібничками та надання різноманітних форм різним типам печива. Різні компоненти орназл склеюються тостаділло ( розтопленим цукром ).
Це типовий солодкий у дати, близькі до Паломництва, що називається Квазімодо Понеділок, який святкується у 2-й понеділок після Великодньої неділі. У ньому діти та дорослі разом насолоджуються як його приготуванням вдома, так і споживанням у Паломництві.
Також у понеділок на Квазімодо проводяться конкурси на Хорназо, в яких найгеніальніші та майстерні створюють та демонструють свої витвори мистецтва з тортами, печивом та дрібничками, створюючи таким чином такі шедеври, як "Фасад Санктуарію засобів захисту", "Арена для биків" або "Шлях з його поплавками" тощо.

### Кордова
Спочатку, в Pozoblanco hornazo було масло булочка, в якому, під час його приготування, яйце було введено, приготування їжі в той же час. Традиційно це формується як частування, яке хрещені матері роблять своїм хрещеним перед паломництвом, щоб привезти Покровительку Вірген де Луна. Пізніше цей подарунок еволюціонував, перетворивши булочку на масляний пиріг, схожий на собачий, з двома яйцями, звареними круто, пофарбованими у яскраві кольори та прикрашеними королівською глазур’ю. Такі прикраси з безе, як метелики, гнізда, миші, кошенята тощо, розміщують на яйці, і ця презентація є найбільш традиційною сьогодні. Так само, існує кілька варіантів, які представляють, наприклад, образ Діви в цукровій пасті, або шоколадний жолудь із вигравіруваною Богородицею, або варені яйця замінюють шоколадними яйцями. Вони також виготовляються у вигляді солодкого, що нагадує невеликий пиріг на одну людину. У центрі - яйце-два шоколаду. орназл дарують дітям з нагоди паломництва Вірген де Луна в лютому. На додаток до орназл, типово також дарувати олійну булочку, плитку шоколаду та кілька апельсинів, щоб усі поїхали на паломництво та насолоджувались цим днем із родиною. Традиція говорить, що діти повинні приносити свій орназл та булочку Діві після прибуття до Позобланко, у так званому Арройо Хондо із фразою: " Діва Місяця! Хочеш мого орназл? Якщо ні, я з’їду це! Діва Місяця! Хочете мою булочку? Якщо ні, я з’їм! ".
У Фернана Нуньєса орназл солодкий, дуже схожий на той, що відомий як кордовський пиріг. Традиційний складається з масляно - цукрового пирога, наповненого ангельським волоссям, хоча його також можна наповнити вершками або шоколадом. У центр кладеться круто зварене яйце. Горнацо Фернана Нуньєса є типовим для четвергового фестивалю Лардеро, який відзначається в четвер після Попелястої середи і датується Реконкистом. У цей день, починаючи з 2004 року, був встановлений звичай виготовлення гігантського орназл (Hornazo Guinness )  діаметром більше трьох метрів.
У Вільянуева-дель-Дуке у Великодню неділю немає процесій Страсного тижня, оскільки святкується День орназлсів, коли сім'я та друзі виходять на поле, щоб разом з'їсти традиційне солодке, і таким чином святкують Воскресіння Христове як кінець Страсного тижня у Вільядукеньї. Для орназл готують смажену олію, її нагрівають, поки вона не закипить, а коли стане гарячою, додають зелений аніс (також відомий як аніс, солодка трава та солодке насіння ) і дають йому охолонути. Під час кипіння також можна додавати сушені апельсинові кірки. У хлібне тісто додають смажену олію, а згодом все змішують з коньяком. Потім його ставлять у духовку, але перед тим, як збите яйце розкладене і трохи цукру зверху. Час, який він повинен залишити в духовці, буде до тих пір, поки не буде видно, що він золотий. В якості прикраси зазвичай в центр кладуть варене яйце. 

### Ґраната
Орназо з Ґранади їдять 25 квітня, день свята Сан-Маркос і неділя воскресіння змінюється залежно від місцевості. Традиційно споживається у Веґа-де-ґранада, хоча це також характерно для районів, що межують з Малагою та Кордовою. Він складається з булочки (розміром з окремий коровай) або невеликої булочки (маленької буханки хліба), виготовленої з олійного тіста (олійний хліб характерний для провінції Ґранада). Хорназо виготовляють, надаючи олійному хлібному тісту бажаної форми, в його центр поміщають сире яйце і прикріплюють до тіста двома смужками того самого тіста, утворюючи хрестовину. Потім рогатик готують у духовці, залишаючи таким чином яйце також звареним.
Типово вживати його у супроводі зеленої квасолі, шинки Серрано, бекону, тріски тощо.
Звичай цієї місцевості - їхати на екскурсію / перекус на поле, щоб «розбити яйце». Це полягає в тому, що кожен бере варене яйце з його рогатику і розтріскує його на лобі якійсь нічого не підозрюючій людині, яка застала зненацька. Потрібно бути «смішним», коли йдеться про розбиття яйця на лобі жертви, щоб воно не боліло. Для цього потрібно нанести різкий удар найтовстішим кінцем яйця на лобі жертви. В Альпухаррі у Великодню неділю, у містечку Угіяр святкується паломництво з такою назвою: Лос Хорназос, де беруть участь люди з усіх міст цього регіону. Він полягає у проведенні дня в полі, з особливістю перевезення Хорназо, яке виготовляється лише в цей час, будучи дуже відомими рогами, виготовленими в сусідньому місті Валор. У цьому місці він зазвичай супроводжується шоколадом, який разом з олійним хлібом з рогазо стає насолодою для смаку. Також цього дня, у Великодню неділю та в понеділок проходить паломництво у місті Дуркаль, все місто відправляється на екскурсію до річки, щоб насолодитися пікніком з родиною та друзями, близько середини дня рогатину їдять, намагаючись зламати яйце на голові найневідоміше, ця закуска супроводжується холодним м'ясом, фруктами та шоколадом.

### Уельва
Це дуже типова солодка з Уельви на Великдень. орназл Уельви майже не має нічого спільного з іншими, оскільки це тісто, намазане, як торт, запечене та з верхнім шаром яєць, мигдалю та ангельського волосся. Кажуть, що це солодке походить з містечка Уельва Трігерос, але правда полягає в тому, що воно стало еталоном у провінції, і його можна знайти в багатьох інших містах, таких як Могер або в самій столиці.

### Хаен
Hornazo з Баез, Убеда і Torreperogil є хлібобулочний виріб, що складається з макухи оливкової зазвичай відносять аніс, в центрі несе варене яйце. Зазвичай його їдять під час Великодня в будь-який час доби. Типовий орназл має курячі яйця, але ми також можемо знайти менші орназл, які замість курячих мають перепелині. Їх можна зустріти у двох різновидах: hornazos blanco (змащений яйцем) та hornazos de ochio (змащений паприкою та оливковою олією)
Інші типові хлібобулочні вироби з Баез, Убеда і Torreperogil є ochío і макуха (це те ж саме, як hornazo але без яйця, і в відміну від цього, макуха споживається в протягом усього року).

## Кастилія-ла-Манча

### Альбасете
У провінції Альбасете продукт, подібний до продукту провінції Авіла, який споживають у четвер Лардеро, називають орназл, який у цьому випадку святкують у четвер перед карнавалом. Він складається з хлібного пирога, запеченого з яйцем, сардини, хорізо та декількох смужок перцю, покладених на нього. Всі інгредієнти, крім яйця, можуть відрізнятися, хоча це найбільш традиційний рецепт. Її прийнято вживати в сільській місцевості або в одному з найбільших столичних парків.

### Пуертольяно (Сьюдад-Реал)

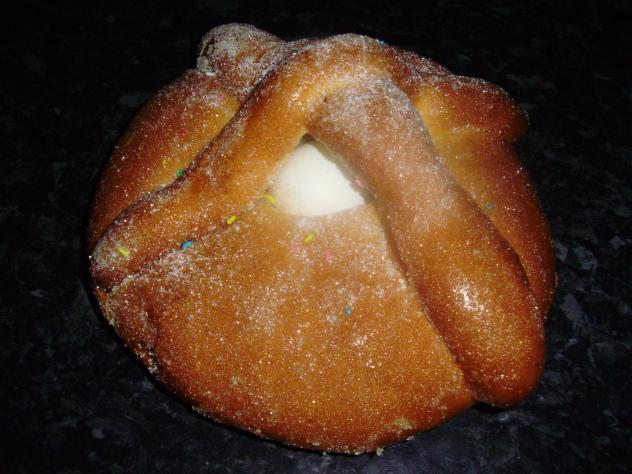
Hornazo de Puertollano з одним яйцем

У Пуертольяно його відзначають у неділю, що настає після Воскресіння, майже все населення Ла-Манчі дотримується звичаю виходити на поле, щоб мати ґранато. Традицією було їсти його на Серро-де-Санта-Ана, піднімаючись до «димоходу Куадра»; однак зараз більшість із них роблять це, вирушаючи до соснового лісу Дехеса Боял де Пуертольяно перед портом Местанца, після термальної станції ENEL-VIESGO. Puertollanense hornazo  складається із смачного солодкого тістечка з яйцями, що прикрашає його. Зазвичай в ньому є борошно, олія, цукор, яйце та апельсиновий сік, включаючи варене яйце разом із тістом всередині (або більше залежно від розміру духовки), а зовні прикрашається та підсолоджується цукром. Походження цього солодощі пов’язане з весною, оскільки, на думку деяких антропологів, Великдень збігається з весняним рівноденням, яке пов’язане з відродженням життя після зими. Так само яйця, якими прикрашали Хорнацо, також представляють походження життя, тому цей фестиваль пов’язаний з природою.

### Таз

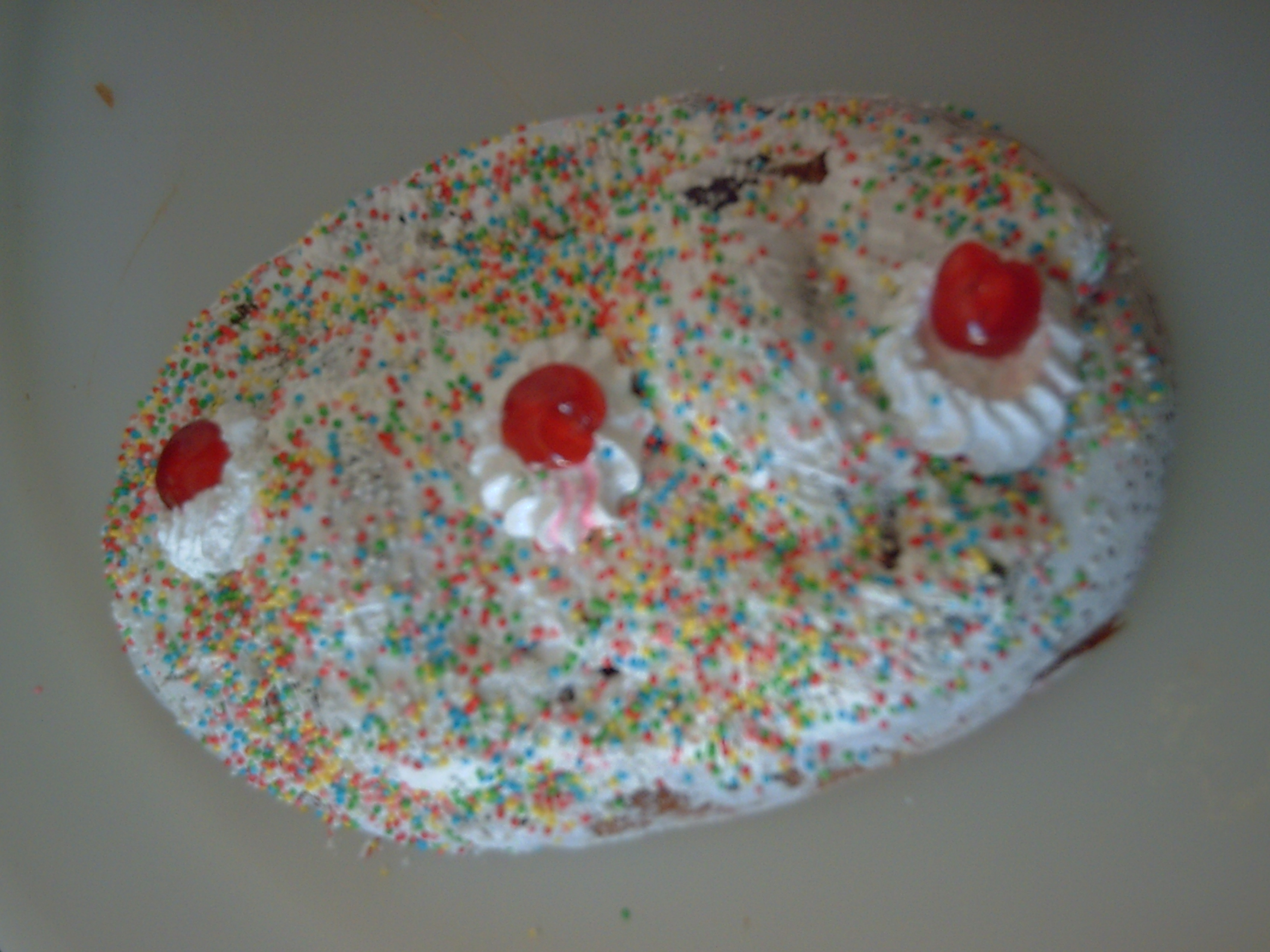
Горнацо з двох яєць, типовий для Санта-Крус-де-ла-Зарса (Толедо)

Hornazo de Resurrección їдять після обіду, який готують у Великодню неділю на полі Horcajo в Сантьяго. Це торт, прикрашений круто звареними яйцями. У цей день відомі «комбінезони», зроблені дівчатами і зняті хлопцями.

### Толедо
У Санта-Крус-де-ла-Зарса ( Толедо ) роговий солодкий. Традиційний складається з масляно-цукрового пирога, покритого шаром яєчного білка, підсолодженого цукром, та іншого шару анісових куль і шоколадної стружки. Яйце, зварене круто, поміщається в центр, хоча є рогалики до 6 яєць. Це схоже на mona de pascua. У Санта-Крус-де-ла-Зарса орназл є типовим для паломництва на честь Вірген-де-ла-Пас, яке відзначається у другу неділю травня.

## Кастилія та Леон

### Авіла

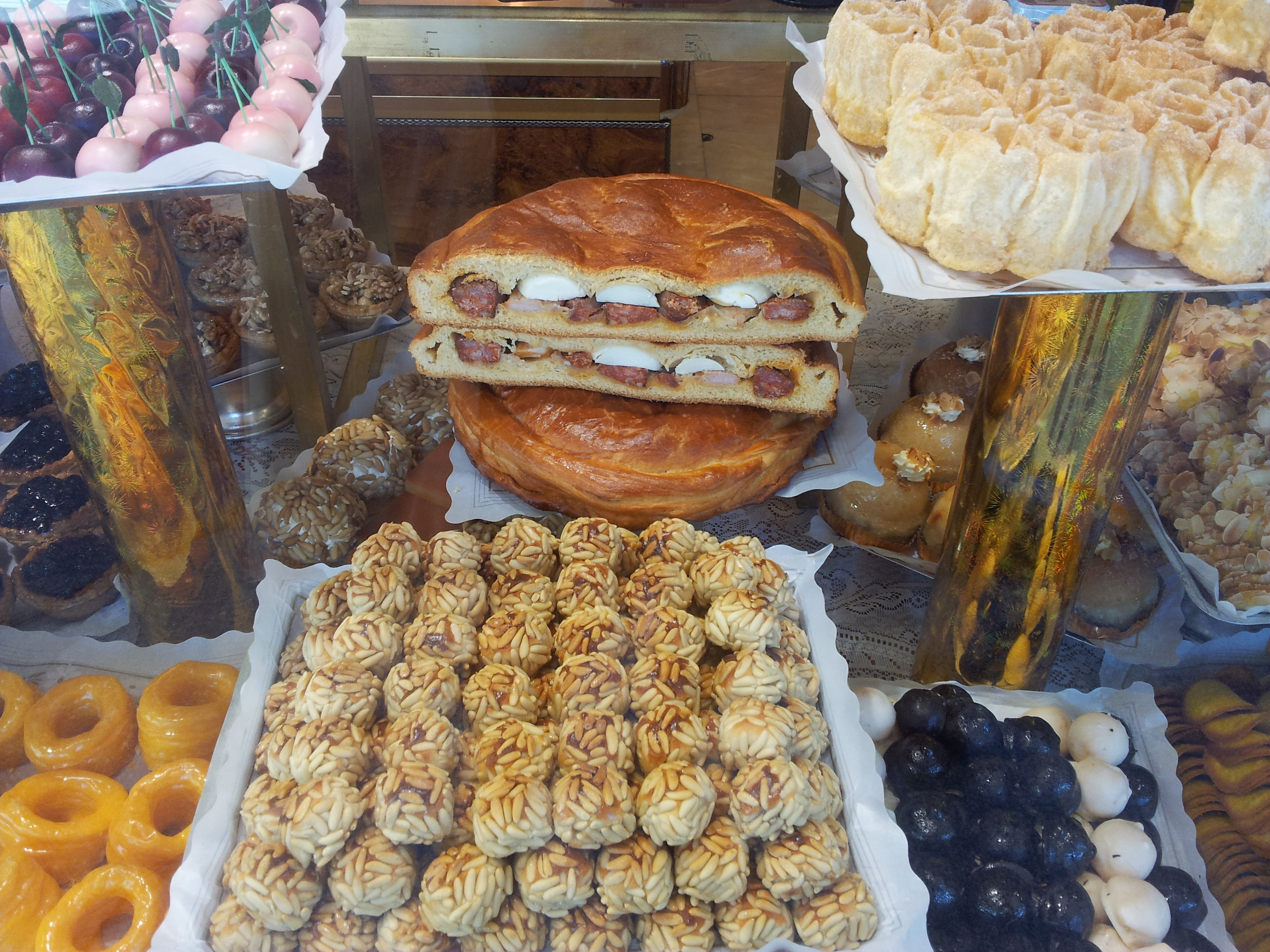
Горнасо де Авіла

Хорназо - типовий продукт провінції Авіла, який складається з соковитого хлібного тіста, наповненого різними місцевими продуктами, такими як хорізо, бекон, свиняча корейка та варене яйце. Деякі сусіди, які розповідають, якою веселою є Великодня неділя для своїх сімей завдяки виїзду на дачу, пам’ятають, як їхні матері та бабусі готували до цієї дати особливо, хоча і в інший час року, цей смачний продукт самостійно вдома..
У містечку Педро Бернардо, в самому серці долини Тієтар на півдні провінції, роблять пиріг у формі півмісяця, відомий як Великодній або Страсний тиждень. Цей півмісяць наповнений в’яленим м’ясом із забою: шинкою, язиковою та свинячою корейкою, чорізо, соленим беконом, вареним яйцем та петрушкою. Тісто виготовляється з пшеничного борошна, оливкової олії, солі та дріжджів, розмальованих яйцем для додання йому блиску. Її їдять з родиною у Великодню неділю. Цей день в народі називають "Днем торта", і він зазвичай відзначається екскурсією.
У Сан-Естебан-дель-Валле та інших містах на віллах Барранко-де-лас-Чінко є майже ідентична версія, яку вони називають "empaná", з тією особливістю, що існують також інші варіанти, такі як ангельське волосся або цирігаллоте.

### Саламанка

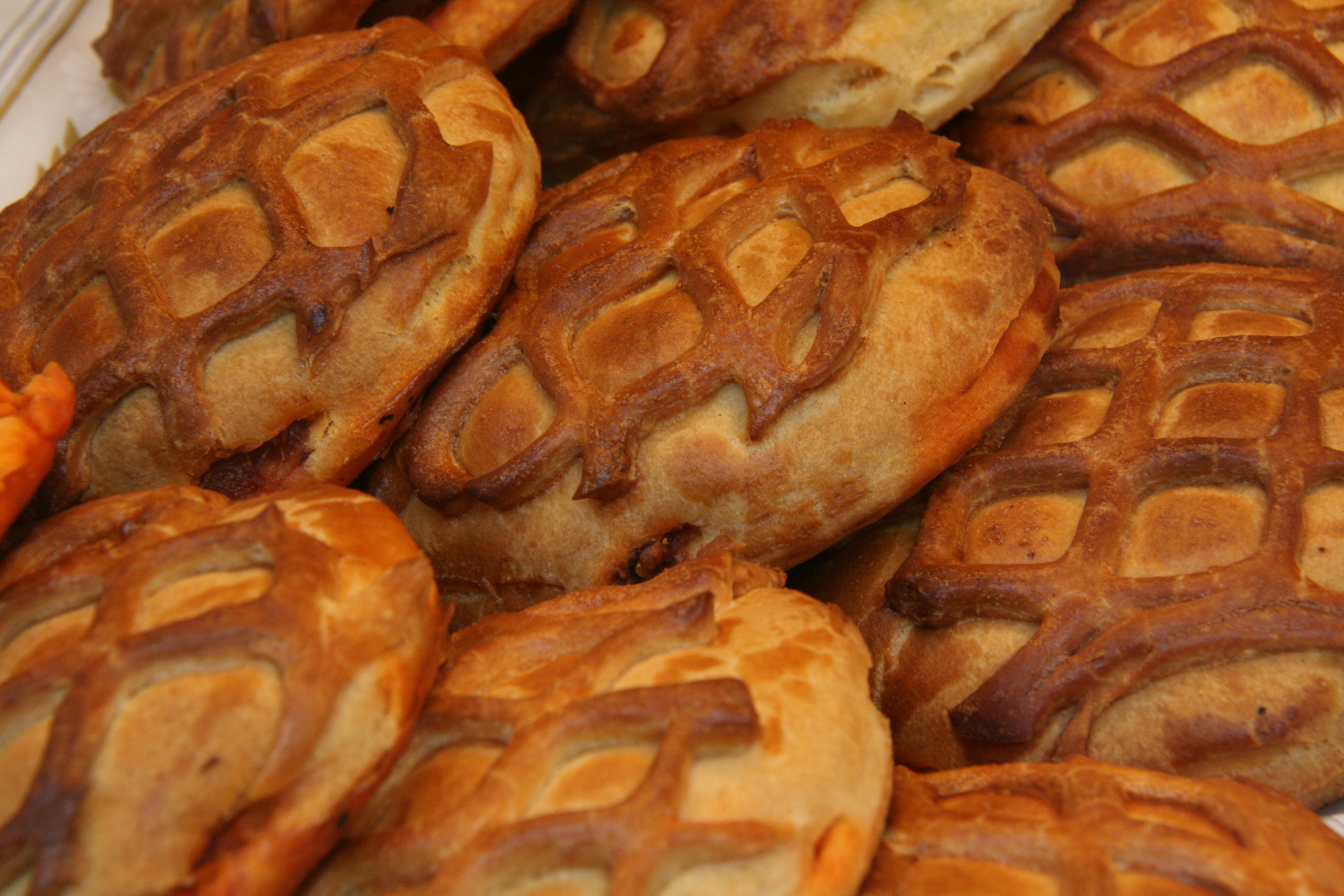
Хорнацо з Саламанки

Орназо в місті Саламанка, а також у провінції, до якої воно належить, є одним із найбільш типових та репрезентативних гастрономічних продуктів. Його початкове походження могло бути їжею для вівчарів, хоча його популярність пов’язана зі святкуванням фестивалю Водяний понеділок, який відзначається в понеділок, що настає за Великоднім понеділком, приблизно з 1543 року, під час правління Феліпе II. З 2004 року це харчовий продукт, що охороняється як гарантійний бренд з назвою "Hornazo de Salamanca", і його приготування повинно відповідати положенням його правил.  
Горнацо де Саламанка має різні ковбаси - хорізо, корейку та шинку - і, іноді, зварене круто яйце. Це вишукана страва в будь-який час року, хоча традиція їсти її у Великодню неділю або Великодній понеділок у провінції та наступний понеділок, який називають понеділком вод, у місті Саламанка та його околицях.  Фестиваль столиці Чарро, який пов’язаний з Понеділком Вод та орназл, бере свій початок у 1543 році та часі правління Феліпе II.  В даний час орназл є одним з найбільш представницьких продуктів кухні Саламанки.
У провінції Саламанка, ми повинні виділити hornazo де Сепеда, розташований в самому серці Сьєрра - де - Франс. У цьому містечку вони покривають роговий шар шаром цукру, що є цілком незвичним для решти рогів в провінції, але що додає особливої привабливості та помітного контрасту смаків.

### Замора

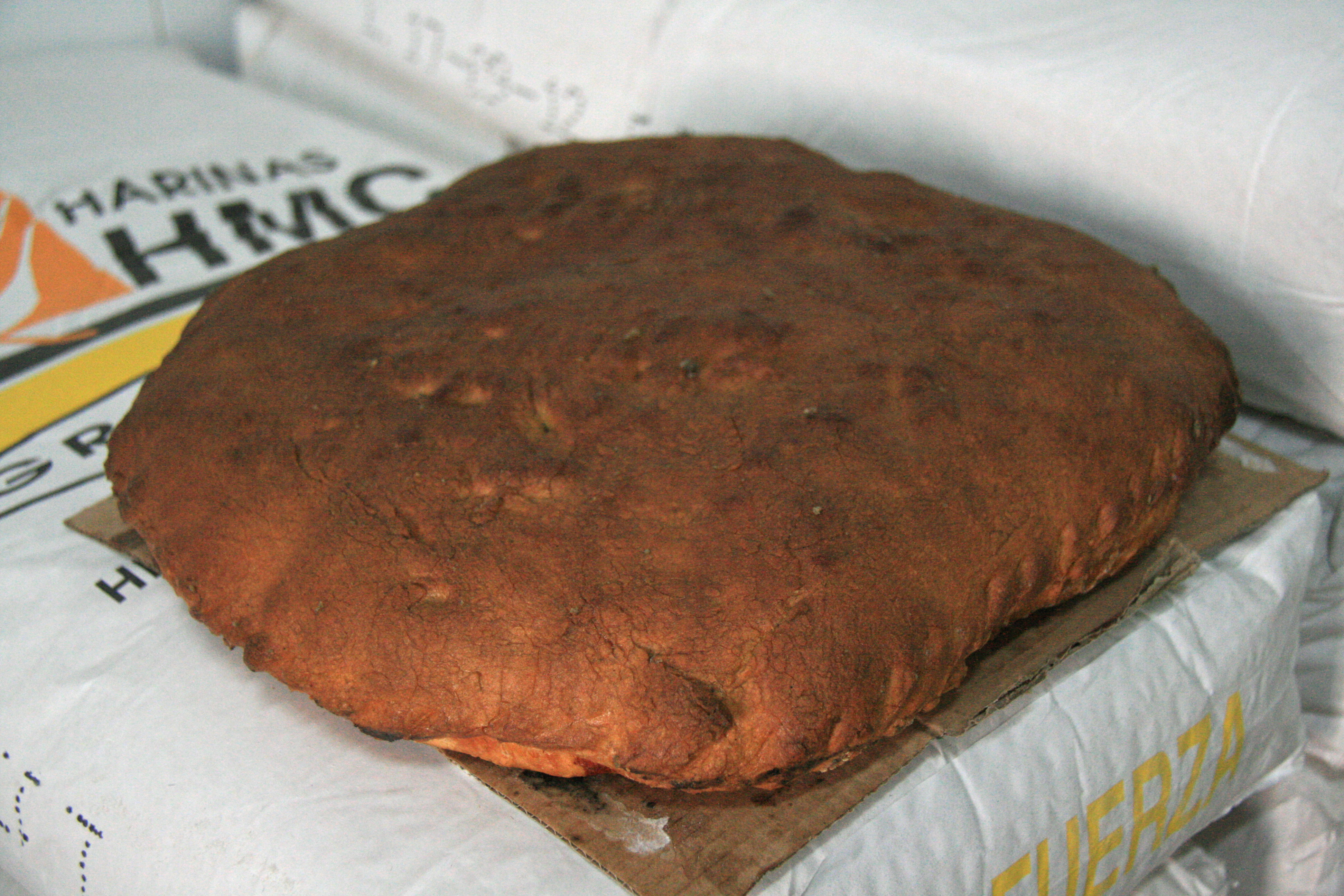
Хорназо де Замора

Орназо є типовим продуктом провінції Замора, головним чином з регіонів Алісте або Саяго, хоча він, як правило, присутній у всій провінції. Алістано-орназо готують із тіста на хлібі з хорізо та беконом із яток цього району Замори. Саяго, як і в Авілі та Саламанці, складається з соковитого хлібного тіста, наповненого різноманітними іберійськими продуктами із землі, такими як чорізо, бекон, свиняча корейка та варене яйце.

## Мадрид
Орназо є традиційним у кількох регіонах Мадридської громади, особливо в Алькаррії де Чінчон, яку сьогодні неофіційно називають Лас-Вегас. Готується солодкий, з вареним яйцем, прикріпленим хрестом з тіста. Історично він готувався їсти його в полі у Великодню неділю, під час екскурсії під назвою "біг на рогатині".